# Henri Lacordaire

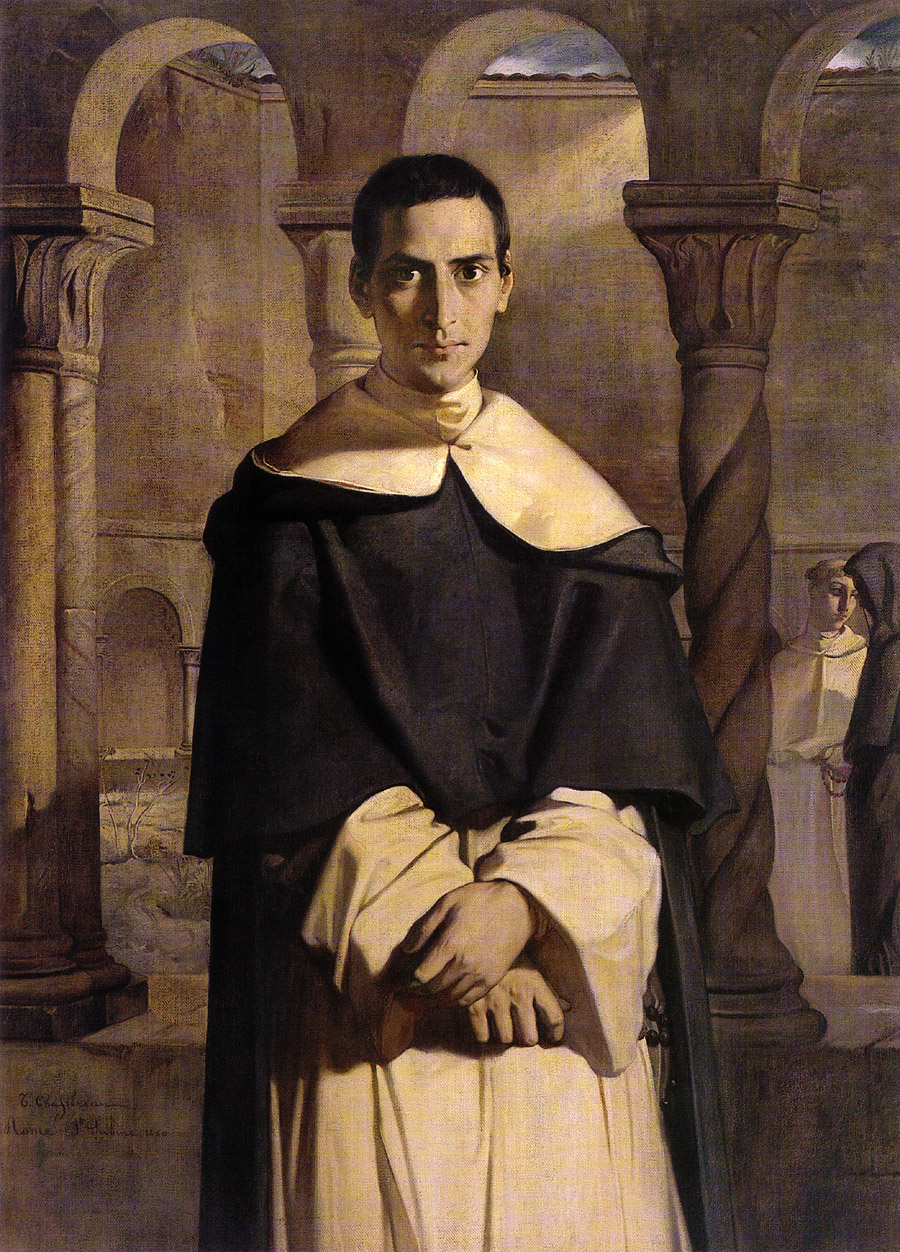
Henri-Dominique Lacordaire vid Sainte-Sabinekonventet i Rom, av Théodore Chassériau (1840), Musée du Louvre.

Jean-Baptiste Henri Lacordaire, Fader Henri-Dominique Lacordaire, född 12 maj 1802 i Recey-sur-Ource (Côte-d'Or), död 21 november 1861 i Sorèze (Tarn), var en fransk predikant, journalist, och politisk aktivist, som återetablerade Dominikanorden i det postrevolutionära Frankrike, och betraktas idag som en av dem som grundade den moderna katolicismen i landet. 

## Biografi
Jean-Baptiste Henri Lacordaires far var läkare i franska marinen, men dog när han var barn. Modern Anne Dugied var dotter till en advokat och politiker. Han var bror med entomologen Jean Théodore Lacordaire. I ungdomsåren var han anhängare till Voltaires åsikter, men blev snart en lika ivrig målsman för klerikalismen. Lacordaire var advokat i Paris 1822-24, ingick därefter vid Saint-Sulpice-seminariet och prästvigdes 1827. Han tog starka intryck av Hughes Felicité Robert de Lamennais och uppsatte tillsammans med denne och Charles de Montalembert 1830 tidskriften "L'avenir", men underkastade sig Gregorius XVI:s bulla 1832 och ställde sedan denna tid sin djärva, eldiga, romantiskt färglagda talekonst i den bestående katolicismens tjänst. 

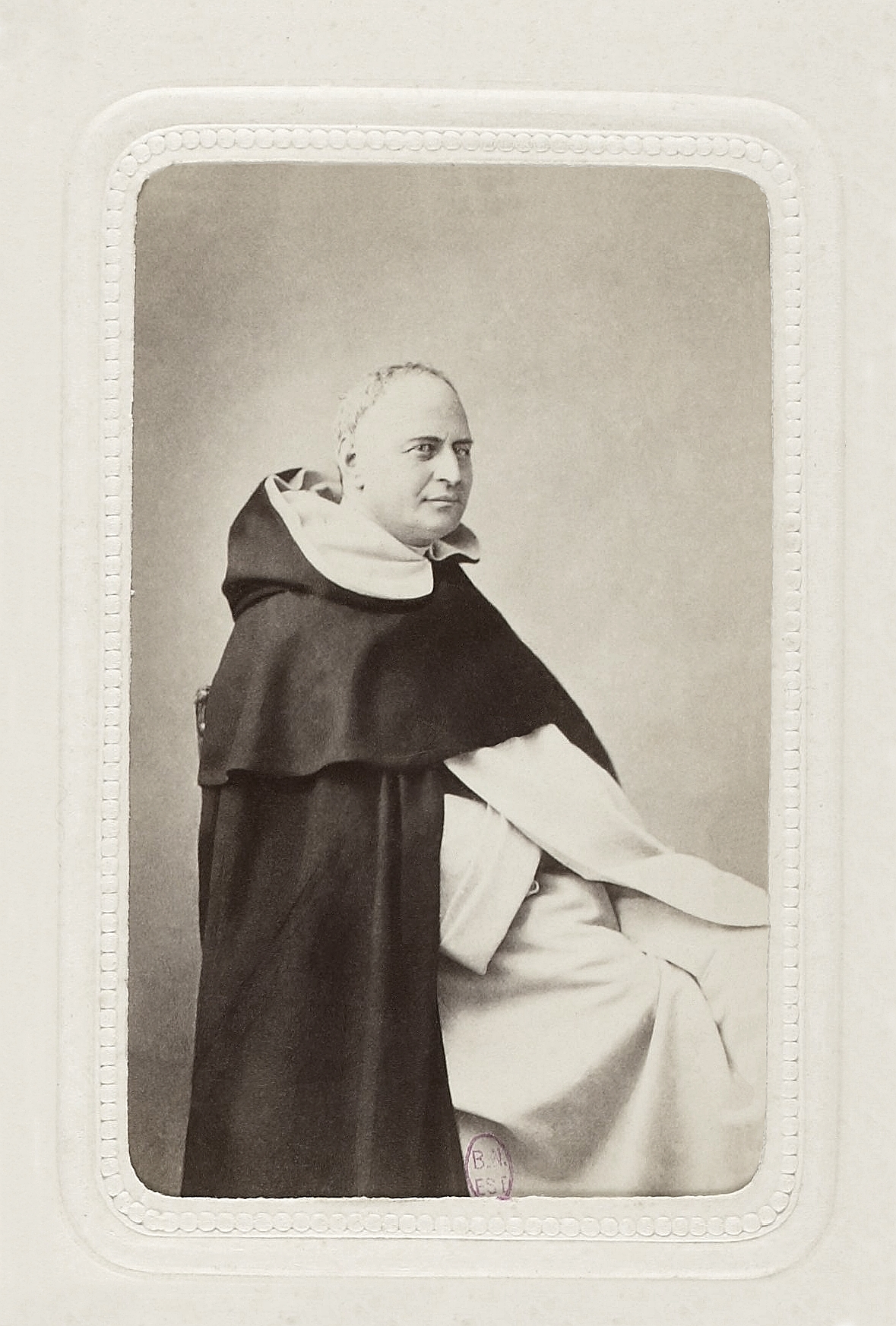
Lacordaire, omkring 1855.

Lydnad till den heliga stolen blev efter detta hans livs rättesnöre. Så fördes den av Lamennais grundade "liberala ultramontanismen" med hela dess samlade religiösa kraft över till den franska "nykatolicismen", som blev ett av påveabsolutismens bästa stöd. Lacordaire, som dock alltid behöll en viss tendens till politisk liberalism, kallades 1835 till predikant i Notre-Dame de Paris, och det väldiga templet var alltid fyllt av åhörare då han höll sina tal om religionen. Med sin vältalighet åstadkom han en mängd omvändelser och väckte den katolska tron till nytt liv. 
År 1837 begav sig Lacordaire till Rom och inträdde där, efter ett års noviciat, 1840 i dominikanorden som han sedan lyckades återinföra i Frankrike (där den upphävts under revolutionen 1790). Han höll religiösa föredrag i flera större franska städer och sedan 1843 återigen i Notre-Dame samt tog 1848, klädd i sin vita munkrock, plats i konstituerande församlingen som deputerad för departementet Bouches-du-Rhône. 1850 utnämndes Lacordaire till provinsial för dominikanorden i Frankrike, grundade 1852 en manlig och en kvinnlig undervisningsorden och övertog 1854 ledningen av friskolan i Soréze (departementet Tara). Han invaldes 1860 i Franska akademien.